# Как восьмого сентября
«Как восьмого сентября...» — солдатская песня в трагикомическом ключе описывающая основные события обороны Севастополя 1854-1855 годов от Альминского сражения и вплоть до штурма Евпатории. Слова, по крайней мере частично, были сложены при участии Л. Н. Толстого. Текст был впервые опубликован в 1857 году в Лондоне, в альманахе «Полярная звезда».

## Содержание

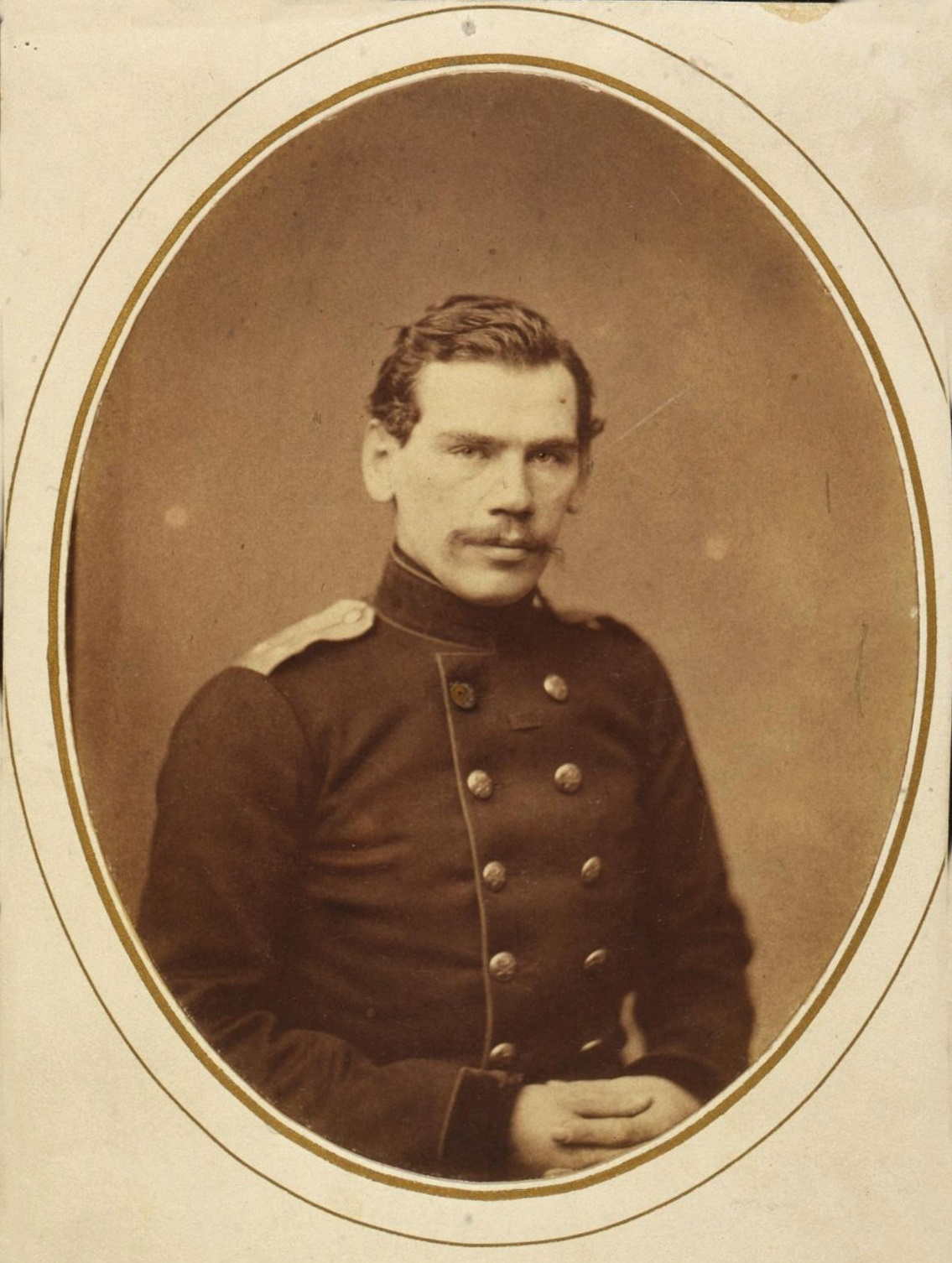
Л. Н.Толстой в 1856 году

Песня в сатирическом ключе описывает события Альминского сражения, а также действия российского генералитета, предпринятые в последующие месяцы. По мнению В. И. Срезневского, это описание вполне достоверно характеризует «севастопольскую действительность».

## История создания и проблема авторства
Песня «Как восьмого сентября...» была сложена между сентябрём 1854 и мартом 1855 года, а 23 января 1856 года Н. А. Добролюбов отметил в своём дневнике, что она успела снискать широкую популярность даже в столице. Текст был впервые опубликован в 1857 году в Лондоне, в неподцензурном альманахе «Полярная звезда» вместе со словами «Песни про сражение на реке Чёрной 4 августа 1855 года». Редакторское примечание гласило: «Эти две песни списаны со слов солдат. Они не произведение какого-нибудь особого автора, и в их складе нетрудно узнать выражение чисто народного юмора». 

Наряду с этим, вплоть до начала 1920-х годов в отечественной прессе бытовало и другое ошибочное мнение, приписывавшее слова песни одному Л. Н. Толстому. Подтверждением этого мнения, в частности, считались слова писателя из письма к М. Н. Милошевич от 19 февраля 1904 года: дочь участника севастопольской обороны, она прислала Толстому тексты песен «Как восьмого сентября...» и «Как четвёртого числа...», найденные в бумагах своего отца, и просила уточнить, действительно ли он, Толстой, был их автором, на что адресат ответил: «Песни эти точно сочинены мною». Однако сторонники данной точки зрения упускали из виду, что спустя четыре месяца писатель отправил Милошевич ещё одно письмо, где дал несколько иной ответ на её вопрос: «Я отвечал вам, что обе песни принадлежат мне, теперь же статья Нов[ого] Вр[емени] напомнила мне, что первая песня сочинена не мною одним, а что в сочинении её принимали участие несколько человек». Это признание вполне согласуется с теми словами Толстого, которые слышала в 1856 году Т. А. Кузминская: «Многое из этой песни сложено и пето солдатами, не я один автор её». Представляет интерес и черновик второго письма к Милошевич, где Толстой объясняет адресату, почему первоначально дезинформировал его: «Я так мало приписываю значения этим песням, что, отвечая вам, признал обе песни своими...».

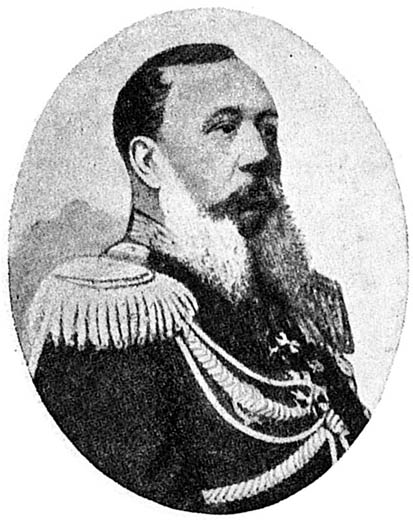
Генерал П. К. Меньков, которому корреспондент «Нового времени» приписал авторство песни

В 1925 году в альманахе «Литературная мысль» появилась статья В. И. Срезневского «К вопросу о принадлежности Л. Н. Толстому севастопольских песен». Её автор поддержал утверждение Толстого о том, что слова песни «Как восьмого сентября...» были сочинены писателем не в одиночку. По мнению исследователя, на это указывают «разнохарактерность слога», отмечаемая в отдельных местах текста, а также детальное описание событий, очевидцем которых автор «Войны и мира» не был. «Если в строфах средины и конца песни можно говорить об участии Толстого, то в строфах, описывающих крымские события сентября и октября 1854 г., когда Толстой был в южной армии (он прибыл в Севастополь только 7 ноября 1854 г.), конечно, его участие маловероятно», — делает вывод В. И. Срезневский. Учёный так и не смог установить, кому принадлежит текст с описанием событий сентября-октября 1854 года, однако исследователи более позднего времени выяснили, что данная часть песни сочинена «офицерами русской армии, которые собирались у начальника штаба артиллерии Н. А. Крыжановского и импровизировали эти куплеты». Фамилии упомянутых офицеров остаются неизвестными.